# Josh White
Joshua Daniel White (Greenville, Dél-Karolina, 1914. február 11. – Manhasset, New York, 1969. szeptember 5.) amerikai énekes, dalszerző, színész, polgárjogi aktivista. 
Az 1930-as években Pinewood Tom és Tippy Barton néven is rögzítették számait.
2023-ban beiktatták a Blues Hall of Fame tagjai közé.

## Lemezek
- 1949 – Josh White sings, vol. 1
- 1952 – Ballads, vol. 2
- 1954 – Strange fruit
- 1955 – The story of John Henry
- 1956 – Josh at midnight
- 1956 – Josh White program
- 1957 – Stories, vol. 2
- 1957 – Josh White`s blues
- 1958 – Chain gang songs
- 1960 – Ballads & blues
- 1963 – The beginning
- 1964 – Josh White
- 1998 – Blues and ...
- 2003 – Empty bed blues
- Josh White (London)
- Ballads
- Josh White sings, vol. 2 (blues)

## Filmek
- 1945: The Crimson Canary. R.: John Hoffman
- 1947: Dreams That Money Can Buy. R.: Hans Richter
- 1949: The Walking Hills. R.: John Sturges
- 1998: The Guitar of Josh White. Homespun Videos
- 2000: Josh White: Free and Equal Blues, Rare Performances. DVD
- 2010: Hugh Hefner: Playboy, Activist and Rebel. R.: Brigitte Berman